# جشنة الحقول

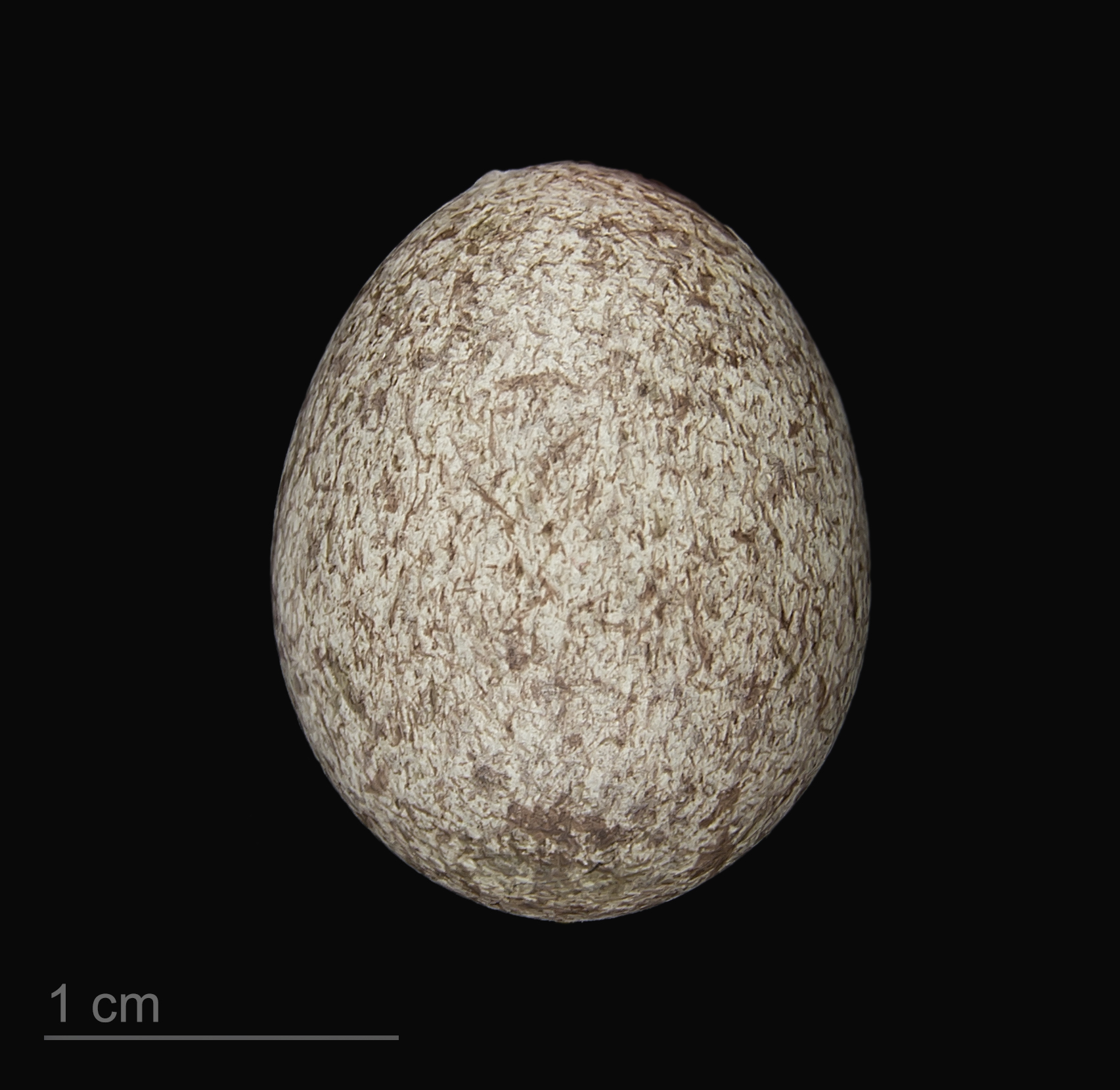
Anthus pratensis

جشنة الحقول أو جشنة الغيط أو أبو فصية الغيط (الاسم العلمي: Anthus pratensis) (بالإنجليزية: Meadow Pipit)‏ هو طائر صغير من الجواثم ينتمي ل التمرة وأم عجلان (فصيلة: Motacillidae) .